# Tactiques de combat aérien
 (mars 2024).
Si vous disposez d'ouvrages ou d'articles de référence ou si vous connaissez des sites web de qualité traitant du thème abordé ici, merci de compléter l'article en donnant les références utiles à sa vérifiabilité et en les liant à la section « Notes et références ».

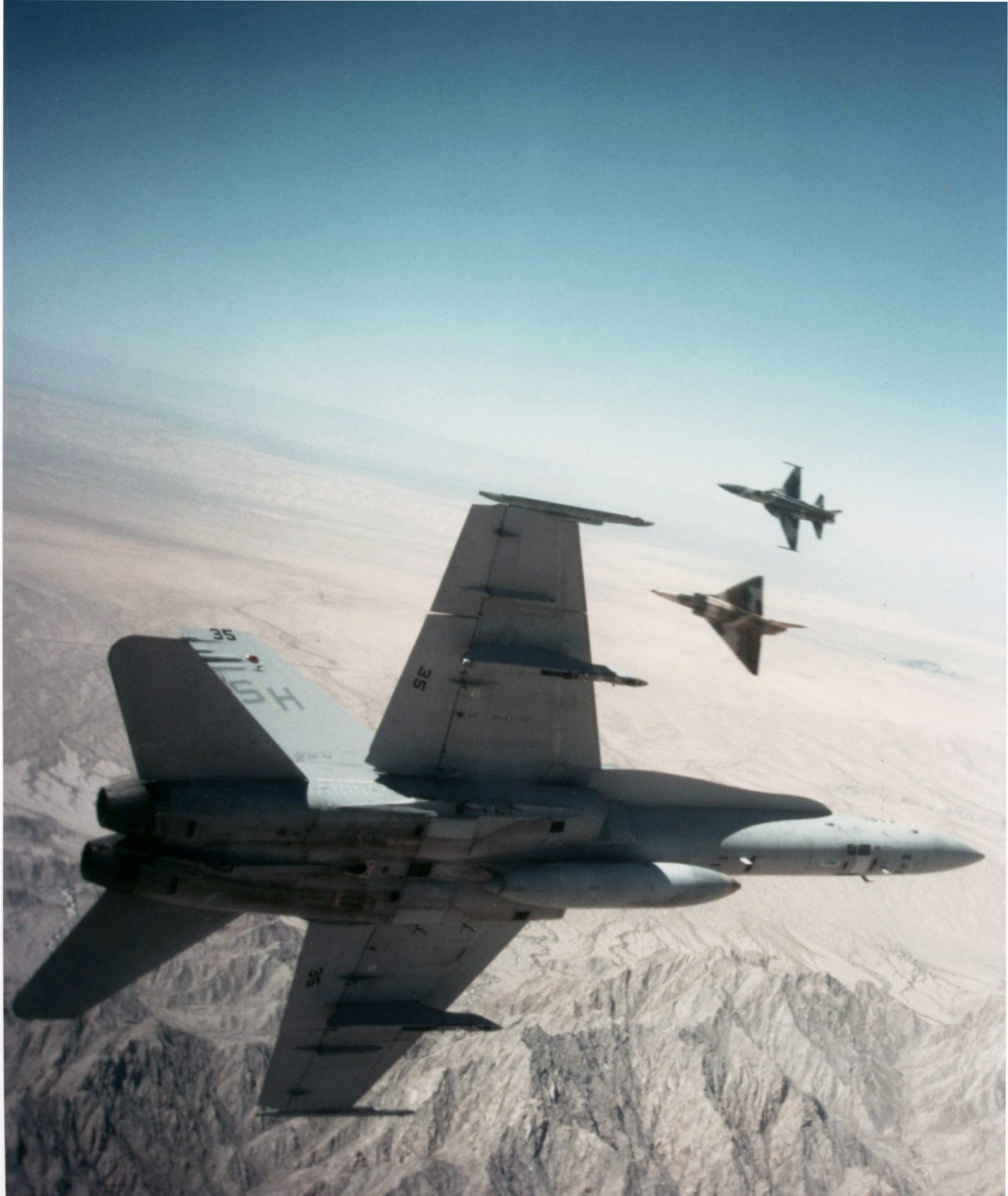
Un F/A-18A Hornet du Corps des Marines des États-Unis engagé dans un entraînement aux tactiques de combat aérien avec les chasseurs IAI Kfir et F-5E Tiger II près de la base aérienne du Corps des Marines de Yuma en 1989.

Les tactiques de combat aérien (ACM) sont la tactique consistant à déplacer, tourner et situer son avion de chasse afin d'atteindre une position à partir de laquelle une attaque peut être lancée contre un autre avion. Communément associées aux combats aériens, les manœuvres de combat aérien reposent sur des manœuvres de base du chasseur (BFM) offensives et défensives pour obtenir un avantage sur un adversaire aérien.

## Les manœuvres du combat aérien

### Tactiques
Il y a six choses principales dont le pilote doit être conscient au moment d'envisager un engagement aérien.
- La plus importante est d'acquérir et de conserver la visibilité de l'ennemi.
- Les limitations structurelles, aussi bien de l'attaquant que du défenseur, doivent être prises en compte, comme le rapport poids-poussée, la charge alaire, et la « corner speed » (vitesse maximale/minimale à laquelle l'avion peut atteindre la meilleure vitesse en virage).
- Certains facteurs limitants doivent également être pris en compte, comme le rayon de virage, le taux de virage, et l'énergie spécifique de l'avion.
- La position de l'aéronef doit rapidement être évaluée, y compris l'écart AOT[N 1], et la vitesse de rapprochement.
- En outre, le pilote doit être conscient de la position de son ailier, et maintenir avec lui une bonne communication.

Au cours du combat, le pilote tente de conserver l'énergie de son avion par des manœuvres judicieusement préparées et exécutées. En utilisant de telles manœuvres, un pilote devra souvent faire des compromis entre son énergie potentielle (d'altitude), et son énergie cinétique (vitesse), afin de maintenir le ratio poids-poussée de l'avion. Une manœuvre comme le « yo-yo bas » permet de convertir de l'altitude en vitesse pour gagner en vitesse de rapprochement sur l'ennemi et diminuer le rayon de virage. La manœuvre inverse, un « yo-yo haut », convertit de la vitesse en altitude, en stockant littéralement de l'énergie dans une « banque d'altitude », ce qui permet à un attaquant rapide de réduire sa vitesse de rapprochement.
L'attaquant a le choix entre trois façons de poursuivre un ennemi en virage :
- la poursuite « en angle de retard » se produit lorsque le nez de l'attaquant pointe en arrière de la queue de l'ennemi. Elle permet à l'attaquant d'augmenter ou de maintenir sa distance sans dépasser la cible.
- la poursuite « en angle d’avance » se produit lorsque le nez de l'attaquant pointe en avant de l'ennemi. Elle est utilisée pour diminuer la distance entre les aéronefs et pendant les attaques au canon, où il faut viser l'endroit où se trouvera la cible à l'arrivée des balles.
- la poursuite « en calque » se produit lorsque le nez de l'attaquant pointe directement vers le défenseur. Elle est utilisée quand la plupart des missiles ont été tirés, et est la position la plus difficile à maintenir.

Le combat tournoyant peut se dérouler dans un nombre infini de plans géométriques. Les pilotes sont encouragés à éviter les manœuvres dans les plans strictement verticaux et horizontaux, et à utiliser plutôt les plans obliques, beaucoup plus difficiles à suivre pour un adversaire.
Les manœuvres employées par l'attaquant peuvent également être utilisées par le défenseur pour s'échapper, ou pour acquérir un avantage tactique sur son adversaire. D'autres facteurs peuvent également être utilisés pour manœuvrer l'aéronef, comme le lacet, la traînée, la portance et les vecteurs de poussée.

Un facteur clé dans toutes les batailles est celui de « séparation queue-nez ». Tout en se rapprochant suffisamment pour tirer, un attaquant doit garder le nez de son avion assez loin de la queue du défenseur pour être en mesure d'obtenir une bonne ligne de visée, et pour éviter un dépassement.

Le défenseur va également utiliser toutes les manœuvres permettant d'entraîner un dépassement, en essayant d'échanger son propre rôle avec celui de l'attaquant.

### Passes et croisements
La plupart des engagements air-air durant moins d’une minute, le premier à prendre l’avantage dans les toutes premières secondes est en principe le vainqueur.
Opter pour une vitesse de vol élevée laisse l’avantage de la maniabilité à l’ennemi, mais permet à l’attaquant de se tenir hors de portée des armements ennemis pendant la presque totalité du combat.
En situation de face à face, le croisement entre les deux avions est inévitable ; il conduit en principe à deux types d’engagement :
- passes éclair avec conservation de la vitesse maximum.
- combat tournoyant :  combat « au couteau » en comptant sur les performances en virage de son appareil pour gagner la partie.

Selon le sens de virage des adversaires, ce peut être un combat en 2 cercles (ou « combat en tête-à-queue ») lorsque les deux chasseurs virent l’un vers l’autre au croisement, ou un combat en cercle unique lorsque les deux adversaires virent dans la même direction. Le moment du premier virage revêt une importance cruciale. Virer trop tôt, ou au contraire trop tard, ôte l’avantage et s’avère souvent fatal.

### Figures d’attaque et de défense

#### Virage de dégagement
Le virage de dégagement est la plus élémentaire des manœuvres de combat ; il sert à gagner rapidement en écart AOT lorsque l’adversaire s’apprête à tirer.

#### Yo-yo haut
Le yo-yo haut est à la base de toute manœuvre aérienne offensive et remplace les manœuvres intelligentes par des tactiques mettant en jeu un fort facteur de charge. Il permet de réduire l’écart AOT en contrepartie d’une augmentation de distance entre l’attaquant et la cible.

#### Yo-yo bas
Le yo-yo bas est l’inverse logique du yo-yo haut ; il remplit la fonction exactement inverse. Alors que le yo-yo haut réduit l’écart AOT et augmente la distance, le yo-yo bas amplifie l’AOT tout en réduisant la distance.

#### Tonneau barriqué
Le tonneau barriqué doit son nom à la trajectoire décrite par l’avion, en forme de tire-bouchon. C’est une manœuvre qui permet de conserver de l’énergie et qui présente un potentiel à la fois offensif et défensif.

#### Ciseaux
Les ciseaux sont une succession de virages droite-gauche effectués par les deux adversaires qui se croisent en essayant de passer l’un derrière l’autre.

#### Immelmann
L’Immelmann est une manœuvre exécutée dans le plan vertical qui permet un changement de cap. La manœuvre commence par un cabré, suivi par une demi-boucle pour se retrouver en vol inversé, à une altitude supérieure et au cap opposé à l’entrée, terminée par un  demi-tonneau.

Le Split-S (ou « Immelmann inversé ») est comparable à l’Immelmann, à la différence que la demi-boucle est exécutée vers le bas.

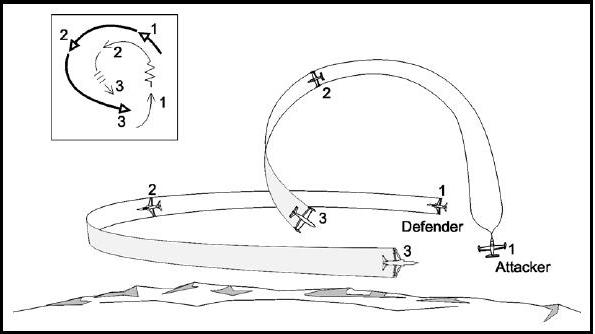
Vue schématique d'un yo-yo haut.
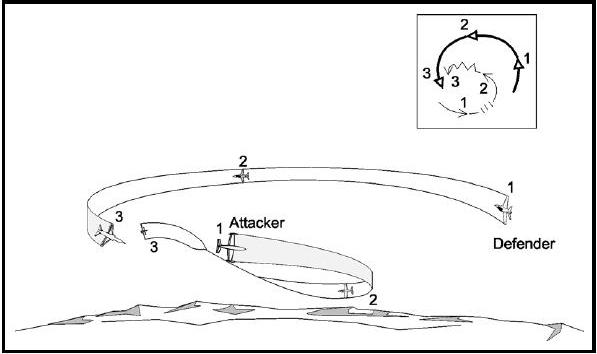
Vue schématique d'un yo-yo bas.
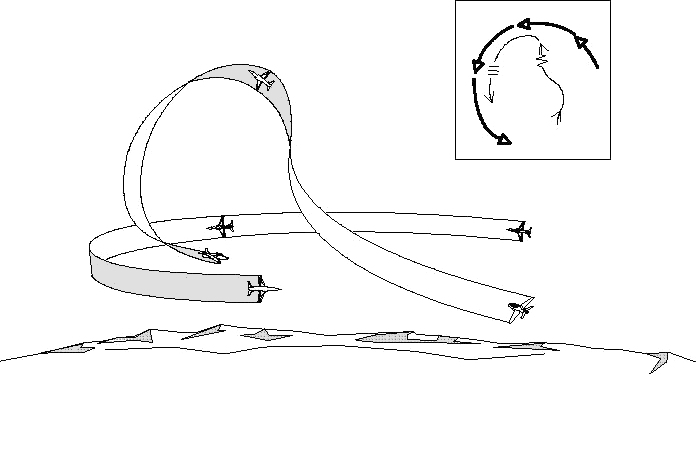
Vue schématique d'un tonneau barriqué.
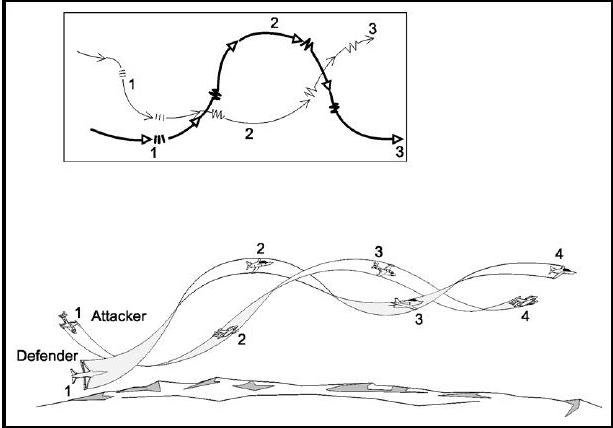
Vue schématique de ciseaux à plat.
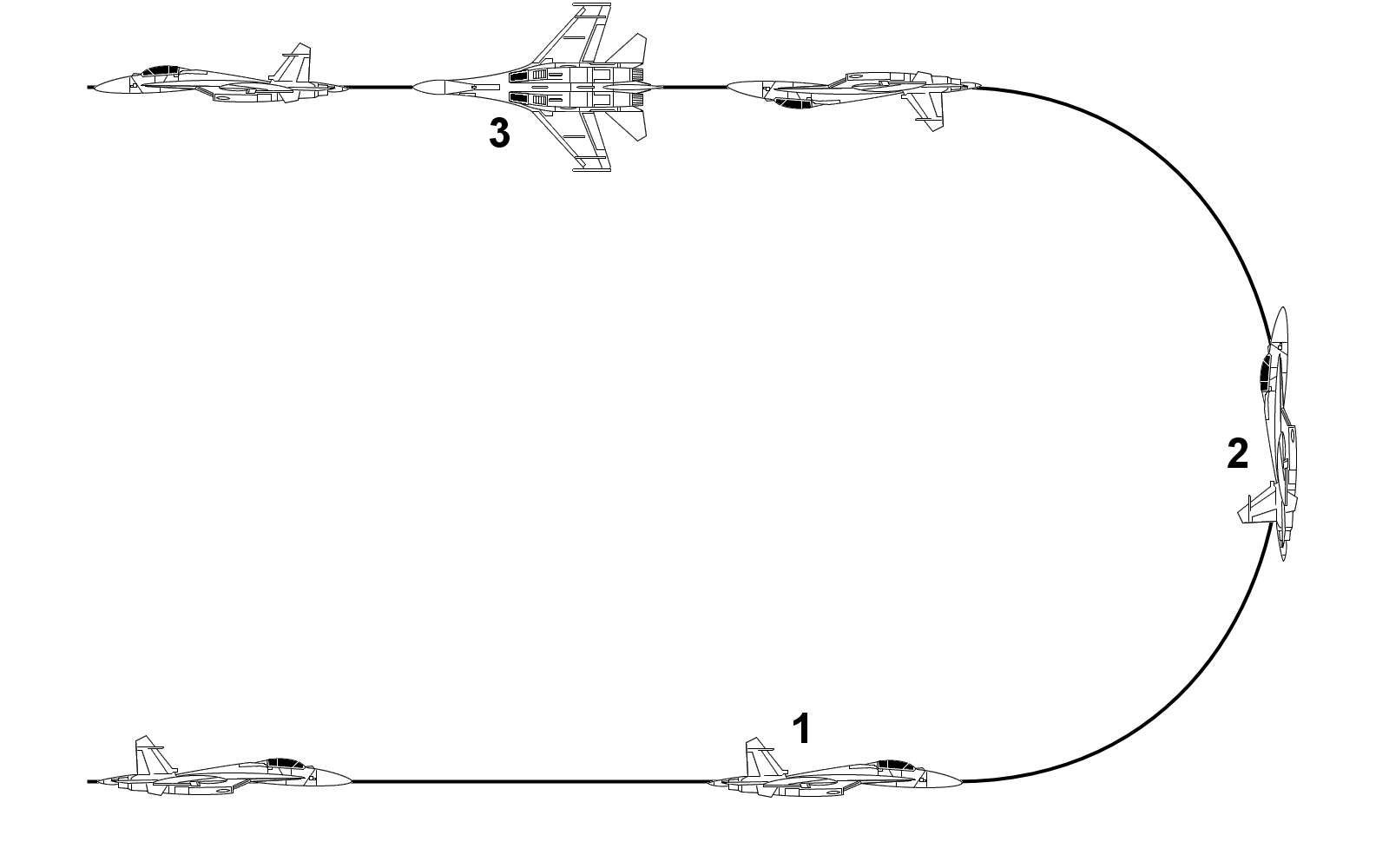
Vue schématique d'un Immelmann.

### Formations de combat
Lorsque deux avions ou plus volent en formation, celle-ci diffère selon la mission à effectuer, le nombre d’appareils, le temps, le type d’appareil ou encore le pays d’origine.

Quelques formations classiques :
- formation en « V »
- formation en « Echelon »
- formation en « Finger-Four »

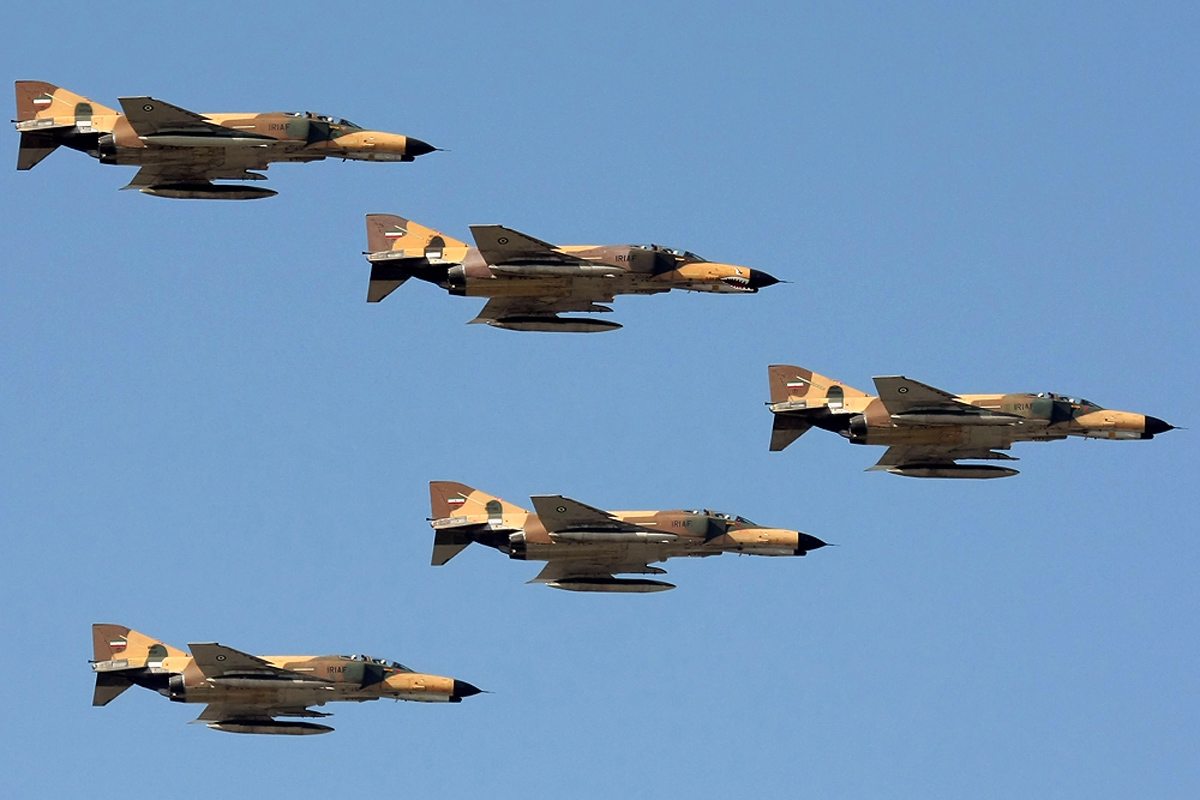
Formation en V de F-4 Phantom de la Force aérienne de la République islamique d'Iran.
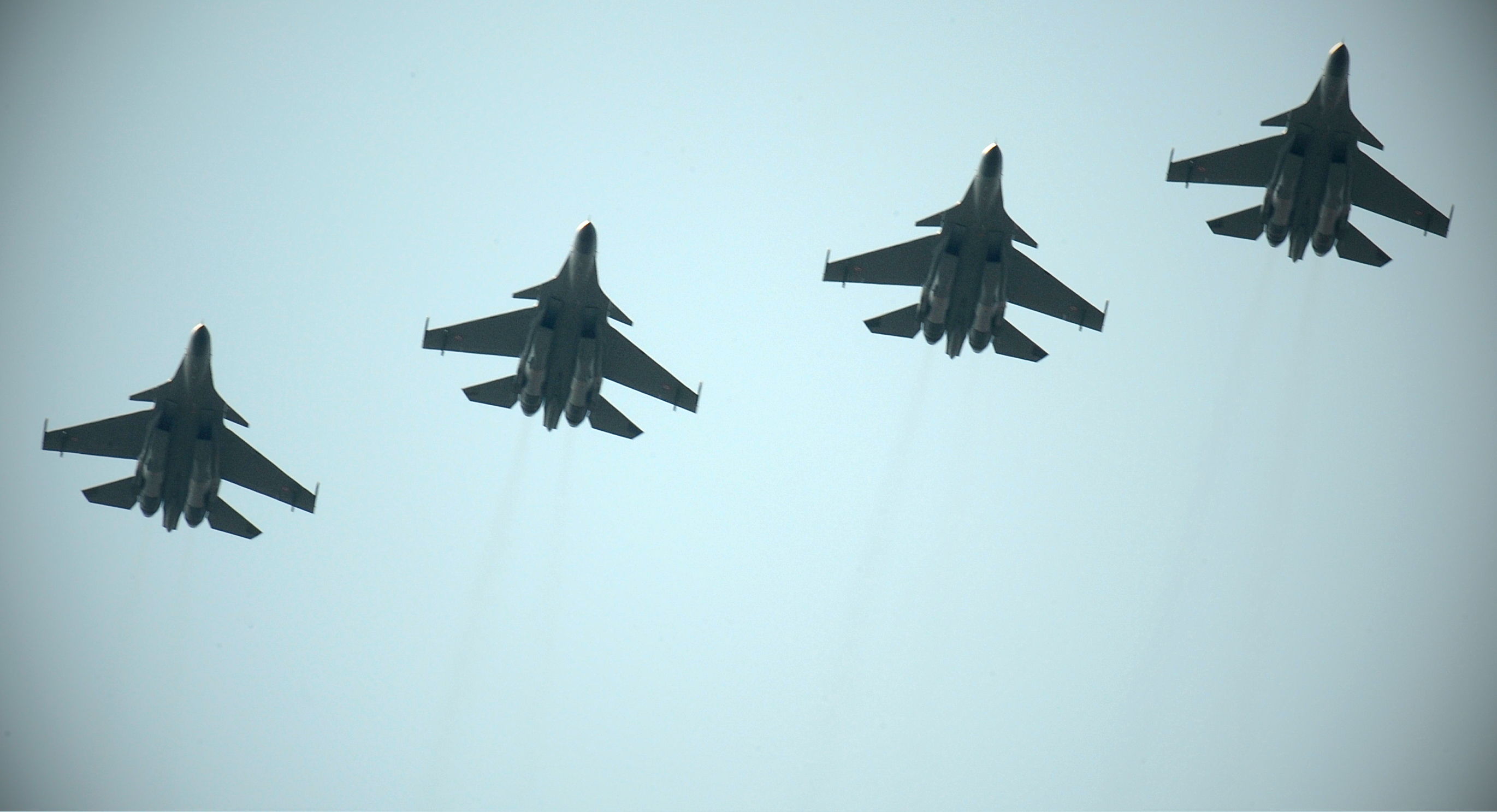
Formation en échelon de quatre Soukhoï Su-30 indiens.
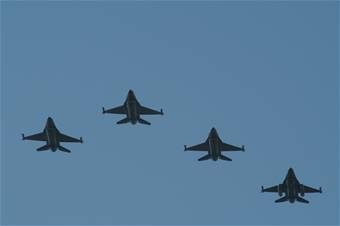
Formation en Finger-Four de F-16 de l'USAF.

## Le combat aérien moderne
Le combat aérien moderne est divisé en deux phases : au-delà de la portée visuelle (BVR) et à portée visuelle (WVR).
Les tactiques dans chacune de ces phases sont très différentes.

### Tactiques modernes
Les tactiques modernes de combat aérien sont de deux types : manœuvres de combat de base (BFM), et manœuvres de combat aérien (ACM).
- Les tactiques BFM sont l'étude des manœuvres utilisées dans un engagement de 1 contre 1.

Quoique que le combat aérien ne soit pas un jeu d'échecs avec un catalogue strict de coups possibles, la compréhension des manœuvres de base de l'engagement WVR constitue un socle sur lequel le pilote peut s'appuyer durant les combats offensifs, défensifs et neutres.
Les BFM comprennent des manœuvres telles que le yo-yo haut (utilisé quand l'attaquant a un avantage de vitesse sur le défenseur et souhaite ne pas dépasser le défenseur, mais rester derrière) ou les ciseaux (se produit quand un attaquant et le défenseur sont en position neutre vis-à-vis l'un de l'autre et tentent de se placer dans la queue de l'autre).
- Les tactiques ACM se focalisent sur la coordination mutuelle entre les aéronefs d'une patrouille en vue d'isoler un bandit et de le tuer. L'accent est mis sur les communications (afin que le leader et les ailiers partagent la même compréhension de la situation) et des tactiques spécifiques visant à maintenir un combattant « engagé » (dans la lutte) et l'autre combattant en « support » (à l'écart du combat et en position de porter assistance à tout moment).

## Résumé rapide

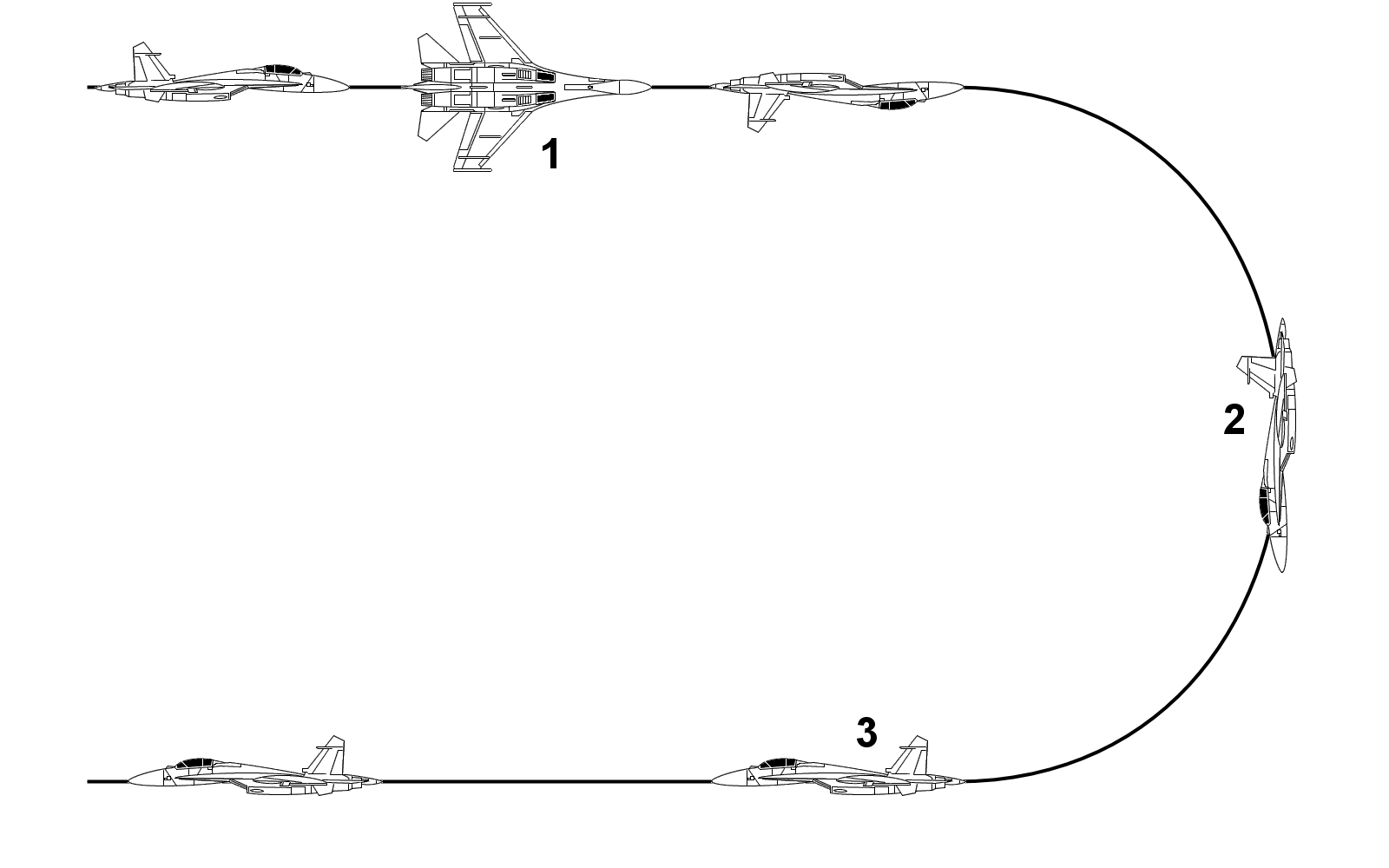
Vue schématique d'un split S.

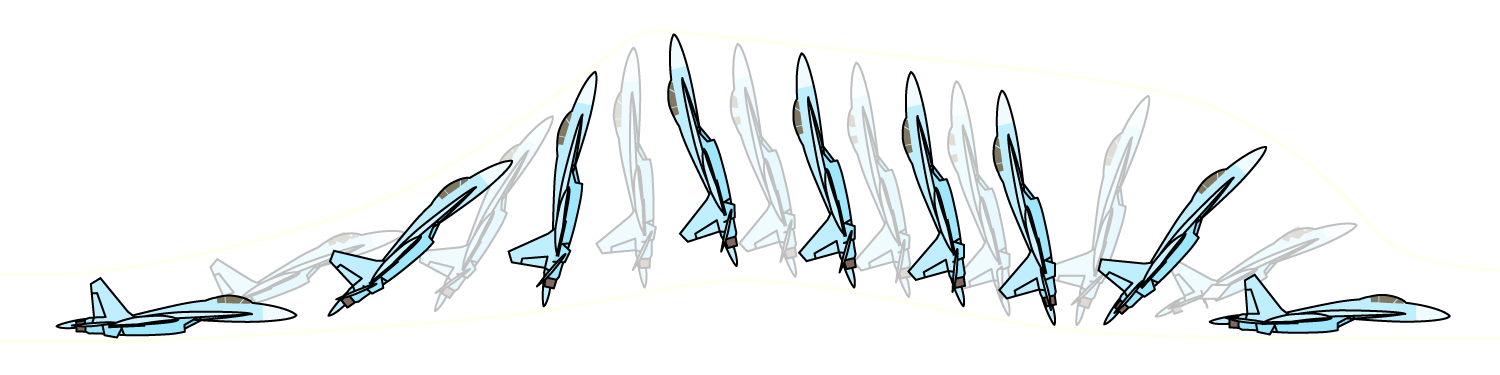
La manœuvre du Cobra réalisée par le Su-27.

- Basiques :
  - Manœuvre / formation de combats
  - Pitchback (en)
  - Glissement sur la queue (en)
  - Split S
  - Tour Immelmann
  - Thach Weave
  - Ciseaux
  - Chandelle

- Complexes :
  - Yo-Yo haut
  - Yo-Yo bas
  - Tonneau
  - Manœuvre Cobra
  - Tour Cobra
  - Kulbit
  - Manœuvre de Herbst
  - Hineri-komi (en)